# Kâhta
Kâhta (kurdisch Kolik) ist eine Stadt und zugleich ein Landkreis in der türkischen Provinz Adıyaman in Südostanatolien. Die Stadt Kâhta liegt im Zentrum des Kreises und am Ufer des Atatürk-Staudamms und besteht aus 17 Mahalle. Sie vereint etwa 71 Prozent der Landkreisbevölkerung und ist die zweitgrößte Stadt der Provinz. Die heutige Stadt Kâhta ist nicht das antike Kâhta. Das ursprüngliche Kâhta liegt im heutigen Dorf Kocahisar (Eski Kâhta), wo auch die Festung von Kâhta (Arsameia am Nymphaios) steht. Nach  der Zeit nach der Republiksgründung 1923 zog die Verwaltung südlich in das Dorf Kolik, woraus das heutige Kâhta wurde.
Der Landkreis Kâhta ist hinsichtlich Fläche und Bevölkerung der zweitgrößte der Provinz. Er liegt im Osten der Provinz und grenzt an die Provinzen Malatya im Norden und Şanlıurfa im Süden. Neben der Kreisstadt Kâhta (71,00 % der Kreisbevölkerung) besteht er noch aus zwei Kleinstädten/Gemeinden (Belediye): Akıncılar (1507) und Bölükyayla (1985 Einw.). Daneben existieren noch 102 Dörfer (Köy) mit durchschnittlich 348 Einwohnern. Fünf Dörfer haben über 1000 Einwohner: Menzil (2432), Erikli (1623), Salkımbağı (1465), Narince (1405) und Bağbaşı (1145) sind die größten, weitere 30 Dörfer haben ebenfalls mehr Einwohner als der Durchschnitt.

## Persönlichkeiten
- Dengir Mir Mehmet Fırat (1943–2019), Politiker
- İshak Şan (* 1976), Politiker
- Aslı Arık (* 1995), Mittelstreckenläuferin

## Sehenswürdigkeiten
- Arsameia am Nymphaios
- Chabinas-Brücke
- Karakuş
- Nemrut Dağı
- Schloss Kahta (antike Burg)[3][4]